# Rödhornad mulmstyltfluga
Rödhornad mulmstyltfluga (Systenus scholtzi) är en tvåvingeart som först beskrevs av Friedrich Hermann Loew 1850.  Rödhornad mulmstyltfluga ingår i släktet Systenus och familjen styltflugor. Enligt den svenska rödlistan är arten sårbar i Sverige. Arten förekommer i Götaland och Svealand. Artens livsmiljö är skogslandskap. Inga underarter finns listade i Catalogue of Life.